# M10 (partido político)
M10 (M a la potencia 10) es un partido político de Rumania. Fue fundado por la exministra de Justicia y activista anticorrupción Mónica Macovei, y fue registrado el 3 de junio de 2015.
En una conferencia de prensa el 1 de marzo de 2015, Monica Macovei describió a su partido como "el único partido de derecha verdadero en Rumania", que lucha por un estado mínimo con un gobierno pequeño, un parlamento pequeño y con "tan pocas intervenciones en nuestras vidas como sea posible". Añadió: "Queremos capitalismo, queremos libertad económica". El exlíder del Partido del Movimiento Popular, Adrian Papahagi, pidió "crear el partido anti-sistema" para calmar su indignación.
Macovei, quien en las elecciones al parlamento europeo de 2014 fue elegida por el Partido Demócrata Liberal, el 27 de octubre de 2015 dejó el PPE para unirse a ECR. Dos días después, fue elegida miembro de la Mesa del Grupo ECR. Su nuevo partido también solicitó la membresía completa en la Alianza de los Conservadores y Reformistas Europeos, y fue admitido el 18 de marzo de 2016.
El 15 de noviembre de 2018, M10, junto con otros dos partidos políticos y dos grupos cívicos, formaron la alianza electoral The Right Alternative (Alternativa Dreaptă, AD), que tiene como objetivo unir a toda la derecha rumana "conservadora, democristiana y liberal clásica".